# Rossön
Rossön (ångermanländska [rɔsːøːə̆n̠]) är en tätort i Bodums distrikt i Strömsunds kommun och kyrkbyn i Bodums socken, belägen cirka 45 km öster om Strömsund. Länsväg 346 går genom orten, som ligger invid Bodumsjön som ingår i Fjällsjöälvens vattensystem.
Orten ligger i Ångermanland, och sedan 1974 i Jämtlands län. 

## Historia
Rossön var 1863–1951 centralort i Bodums kommun.

### Befolkningsutveckling
| Befolkningsutvecklingen i Rossön 1960–2020 | Befolkningsutvecklingen i Rossön 1960–2020 | Befolkningsutvecklingen i Rossön 1960–2020 | Befolkningsutvecklingen i Rossön 1960–2020 | Befolkningsutvecklingen i Rossön 1960–2020 |
| ------------------------------------------ | ------------------------------------------ | ------------------------------------------ | ------------------------------------------ | ------------------------------------------ |
|                                            |                                            |                                            |                                            |                                            |
| År                                         |                                            |                                            | Folkmängd                                  | Areal (ha)                                 |
| 1960                                       | 1960                                       |                                            | 688                                        |                                            |
| 1965                                       | 1965                                       |                                            | 933                                        |                                            |
| 1970                                       | 1970                                       |                                            | 702                                        |                                            |
| 1975                                       | 1975                                       |                                            | 635                                        |                                            |
| 1980                                       | 1980                                       |                                            | 617                                        |                                            |
| 1990                                       | 1990                                       |                                            | 530                                        | 152                                        |
| 1995                                       | 1995                                       |                                            | 506                                        | 153                                        |
| 2000                                       | 2000                                       |                                            | 442                                        | 153                                        |
| 2005                                       | 2005                                       |                                            | 400                                        | 153                                        |
| 2010                                       | 2010                                       |                                            | 352                                        | 154                                        |
| 2015                                       | 2015                                       |                                            | 344                                        | 186                                        |
| 2020                                       | 2020                                       |                                            | 324                                        | 185                                        |
|                                            |                                            |                                            |                                            |                                            |

## Samhället

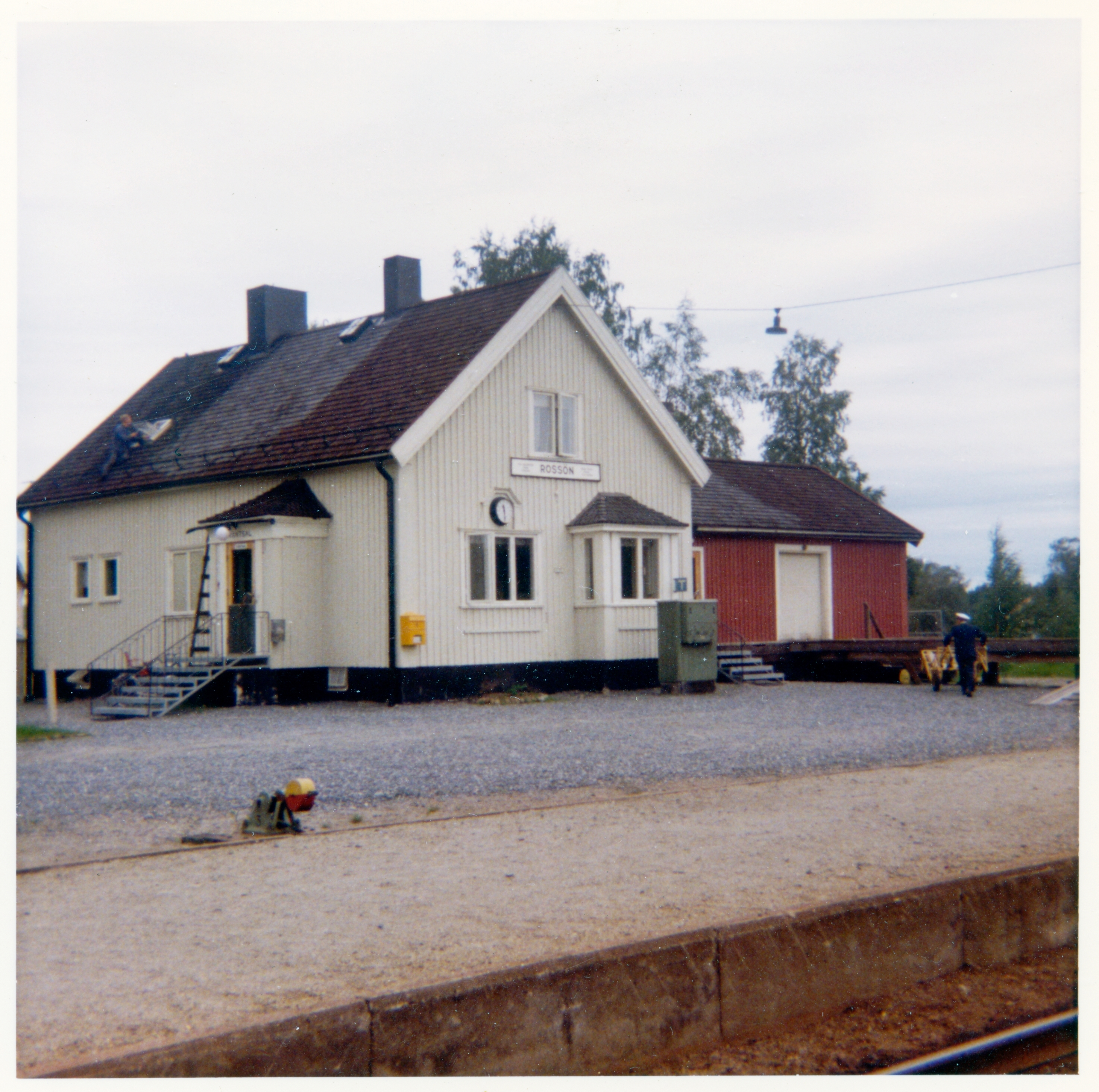
Rossön station 1971

I Rossön ligger Bodums kyrka. I den östra delen av samhället ligger Rossön station som var en station längs med tvärbanan Hoting–Forsmo.
Stenåldersmuseet i Rossön har en samling med flera hundra artefakter. Föremålen är insamlade av paret Eian och Rudolf Hansson och är upphittade främst i närområdet. 
Det finns även en 9-håls golfbana på orten.

## Kända personer från bygden
- Robin Bryntesson – längdskidåkare
- Eric Gnista – bildkonstnär och skulptör
- Kjell Höglund – sångare och låtskrivare
- Sigvard Jonsson – längdskidåkare
- Adolf Wiklund – skidskytt